# Phenablennius heyligeri
Phenablennius heyligeri ist eine Art der Schleimfische (Blenniidae), die im Süß- und Brackwasser in Sumatra, dem nördlichen Borneo (Sarawak) und in Kambodscha vorkommt. Die Art ist systematisch isoliert und wird einer eigenen Tribus zugeordnet.

## Merkmale
Phenablennius heyligeri wird nur 5,6 cm lang. Die Art besitzt eine typische, langgestreckte Schleimfischgestalt. Alle Flossenstrahlen sind unverzweigt. Die Bauchflossen verfügen über drei gegliederte Flossenstrahlen, die Rückenflosse über 14 bis 15 gegliederte Weichstrahlen und 12 oder 13 Flossenstacheln, die, wie bei allen Schleimfischen, relativ biegsam sind. Die Wirbelanzahl beträgt 32 bis 34 (10 + 22–24). Phenablennius heyligeri hat fünf Infraorbitalporen (Poren des Seitenlinienorgans unterhalb der Augen), Labialfalten an jedem Kiefer und ein einzelnes Postcleithrum, ein Knochen im Schultergürtel. Andere Schleimfische besitzen zwei Postcleithra oder ein bis drei Postcleithrafragmente. Phenablennius heyligeri ist ovipar. Die Eier sinken zu Boden und haften am Untergrund.